# P-значение
P-значение (англ. P-value), p-уровень значимости, p-критерий — вероятность получить для данной вероятностной модели распределения значений случайной величины такое же или более экстремальное значение статистики (среднего арифметического, медианы и др.), по сравнению с ранее наблюдаемым, при условии, что нулевая гипотеза верна.
Особенностью P-значений является их неустойчивость на эквивалентных выборках, что может стать препятствием для воспроизводимости результатов эксперимента. Альтернативы использованию P-значений включают такие методы, как статистика оценки и коэффициент Байеса.

## Формальное определение и процедура тестирования

Пример вычисления P-значения. Вертикальная координата — плотность вероятности каждого результата, вычисленная для нулевой гипотезы. Величина P-значения — область под кривой, ограниченной по оси абсцисс наблюдаемой точкой данных.

Пусть {\displaystyle T(X)} — статистика, используемая при тестировании некоторой нулевой гипотезы {\displaystyle H_{0}}. Предполагается, что если нулевая гипотеза справедлива, то распределение этой статистики известно. Обозначим функцию распределения {\displaystyle F(t)=P(T<t)}. P-значение чаще всего (при проверке правосторонней альтернативы) определяется как:
{\displaystyle P(t)=P(T>t)=1-F(t)}
При проверке левосторонней альтернативы,
{\displaystyle P_{0}(t)=P(T<t)=F(t)}
В случае двустороннего теста p-значение равно:
{\displaystyle P(t)=2\min(P_{0},P)}
Если p(t) меньше заданного уровня значимости, то нулевая гипотеза отвергается в пользу альтернативной. В противном случае она не отвергается.
Преимуществом данного подхода является то, что видно при каком уровне значимости нулевая гипотеза будет отвергнута, а при каких принята, то есть виден уровень надежности статистических выводов, точнее вероятность ошибки при отвержении нулевой гипотезы. При любом уровне значимости больше {\displaystyle p} нулевая гипотеза отвергается, а при меньших значениях — нет.

## Критика
Использование p-значений для проверки нулевых гипотез в работах по медицине, естественным наукам подвергается критике со стороны многих специалистов. Отмечается, что их использование нередко приводят к ошибкам первого рода (ложноположительным заключениям). В частности, журнал Basic and Applied Social Psychology (BASP) в 2015 году вовсе запретил публикацию статей, в которых используются p-значения. Редакторы журнала объяснили это тем, что провести исследование, в котором получено p < 0,05, не очень сложно, и такие низкие значения p слишком часто становятся оправданием для низкокачественных исследований.

## Неправильная интерпретация P-значений
Широко распространено мнение о том, что P-значения часто неверно интерпретируются и неправильно используются.
Одна из практик, подвергшихся особой критике, заключается в принятии альтернативной гипотезы для любого P-значения, номинально меньшего 0,05 без других подтверждающих доказательств. Хотя P-значения полезны при оценке того, насколько несовместимы данные с данной статистической моделью, необходимо также учитывать контекстуальные факторы, такие как «дизайн исследования, качество измерений, внешние доказательства изучаемого явления и обоснованность предположений, лежащих в основе анализа данных». Еще одна проблема заключается в том, что P-значение часто неверно понимается как вероятность того, что нулевая гипотеза верна.
Некоторые специалисты предложили заменить P-значения на альтернативные метрики доказательности, такие как доверительный интервал,
отношение правдоподобий
или коэффициент Байеса,
однако продолжается острая дискуссия о возможности применения таких альтернатив.
Другие специалисты предложили убрать фиксированные пороговые значения значимости и интерпретировать P-значения как непрерывные величины, характеризующие величину доказательств, направленных против правдоподобия нулевой гипотезы.